# Åslättjärnarna (Ströms socken, Jämtland, 710930-147009)
Åslättjärnarna är en sjö i Strömsunds kommun i Jämtland och ingår i Ångermanälvens huvudavrinningsområde.